# اندماجات وهمية

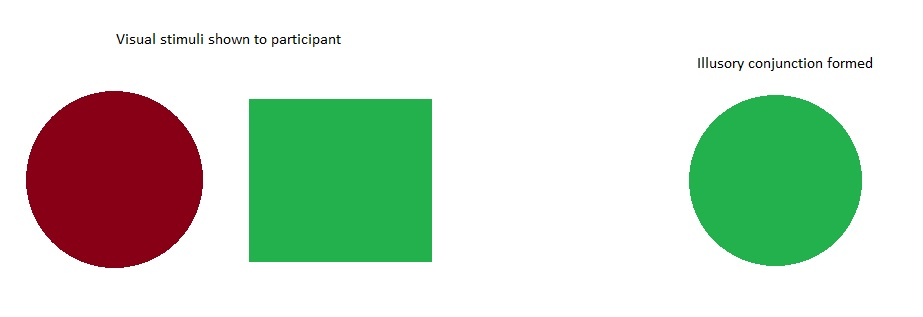

الاندماجات الوهمية هي تأثيرات نفسية يدمج فيها المشاركون سمات شيئين مختلفين في شيء واحد. توجد اندماجات وهمية بصرية، واندماجات وهمية سمعية، واندماجات وهمية ناتجة عن مجموعات من المحفزات البصرية واللمسية. يُعتقد أن الاندماجات الوهمية البصرية تحدث بسبب نقص الانتباه المكاني البصري، والذي يعتمد على التثبيت و(من بين أمور أخرى) مقدار الوقت المخصص للتركيز على شيء ما. عندما تكون فترة تفسير الشيء قصيرة، يمكن أن ينحرف مزج الجوانب المختلفة داخل الساحة البصرية -مثل الأشكال والألوان- أحيانًا، ما يؤدي إلى اندماج وهمي بصري. طُلب مثلًا من المشاركين في دراسة صممتها آن تريزمان وشميت، النظر إلى عرض مرئي لأرقام وأشكال بألوان مختلفة. كانت بعض الأشكال أكبر من غيرها ولكن كانت جميع الأشكال والأرقام متباعدة بالتساوي وعرضت لـ 200 مللي ثانية فقط (متبوعًا بإخفاء). عندما طُلب من المشاركين تذكر الأشكال، أبلغوا عن إجابات مثل مثلث أخضر صغير بدلًا من دائرة خضراء صغيرة. فإذا كانت المسافة بين الأجسام صغيرة، يحدث اندماج وهمي في أغلب الأحيان. 

## الرؤية
يكون موقع الكائن الوهمي المدرك بالرؤية، مثل تكامل السمات، هو نتيجة مجمعة لمواقع الأشياء المكونة له، ولكن يزيد تشابه السمات من احتمال حدوث اندماج وهمي. لحدوث اندماج وهمي، يجب أن يكون الجسمان اللذان ليسا موضوع الانتباه داخل المجال البصري. كلما اقترب الجسمان، زادت احتمالية حدوث اندماج وهمي. وقد يزداد احتمال حدوث اندماج وهمي عندما تكون الأشياء أقرب إلى بعضها البعض نتيجة الاختلاف في المعالجة مقارنةً مع حالة بعد الأشياء عن بعضها. أيدت إحدى النظريات أن سبب نقصان الاندماجات الوهمية عند زيادة المسافة بين الأشياء يرجع إلى استخدام معالجة المدخلات ثنائية نصف الكرة المخية، وتحدد الأجسام القريبة مع بعضها على الأرجح لأن نصف فقط من نصفي الكرة الدماغية يرى ويتعامل مع كلا الجسمين المكونين للاندماج الوهمي. رغم أن القرب يزيد من احتمالية حدوث اندماج وهمي، يمكن أن يحدث الاندماج الوهمي المتشكل بين الأشياء حتى عندما تكون الأشياء بعيدة، وإن بقيت داخل مجال الإنتباه. عندما تكون الأشياء خارج الانتباه من أجل حدوث اندماج وهمي، يجب أن تكون متجاورة لدمج السمات. تصبح الأشياء أكثر عرضة للاندماج الوهمي ليس فقط بسبب العلاقة مع بعضها البعض، ولكن بسبب كثافة الأشياء في مكان الإنتباه أيضًا. كلما زادت كثافة الأشياء، ازداد تشتت الانتباه، ما يزيد من إمكانية تكوين اندماج وهمي. 

## الذاكرة
يمكن أن يحدث اندماج وهمي في الذاكرة. في الرؤية، يمكن دمج الصور نتيجة خطأ في ذاكرة صورة شُغلت بواسطة محفزات مادية. يحدث الاندماج الوهمي غالبًا بسبب أخطاء الذاكرة لأن المواقف التي يحدث فيها الاندماج الوهمي تنطوي على مهام متعددة أو مهام تشتت انتباه الشخص بشكل عام. رغم أن أخطاء الذاكرة يمكن أن تساعد في تكوين الاندماج الوهمي، لا يعتمد تكوينه على أخطاء الذاكرة. يمكن أن تحدث أخطاء الذاكرة هذه تعدد الأجسام في مساحة، ما يزيد من كمية الأشياء التي يجب معالجتها وتخزينها لزيادة الذاكرة. تخلق هذه الزيادة في الأجسام حالة رئيسية للذاكرة لتخطئ وتشكل اندماجًا وهميًا. يحدث الاندماج الوهمي في الذاكرة السمعية قصيرة المدى أيضًا. عندما تُشغل مجموعة من الدرجات في تسلسل، يمكن أن تحدث اندماج وهمي في تحديد الدرجة ووقت تشغيلها. على سبيل المثال، إذا بدأ تسلسل الدرجات بالدرجة دو، ثم تضمن لاحقًا درجة دو دييز، وتكررت درجة دو دييز في نهاية التسلسل، يميل المستمعين إلى افتراض خاطئ بأن هذه الدرجة الأخيرة هي الدرجة الأولى أيضًا في التسلسل. يحدث أيضًا اندماج وهمي للحدة وللمدة في تسلسلات الدرجات.